# Saint-Bonnet-les-Oules
Saint-Bonnet-les-Oules is een gemeente in het Franse departement Loire (regio Auvergne-Rhône-Alpes). De plaats maakt deel uit van het arrondissement Montbrison. Saint-Bonnet-les-Oules telde op 1 januari 2022 1.817 inwoners.

## Geografie
De oppervlakte van Saint-Bonnet-les-Oules bedroeg op 1 januari 2022 12,41 vierkante kilometer; de bevolkingsdichtheid was toen 146,4 inwoners per km².

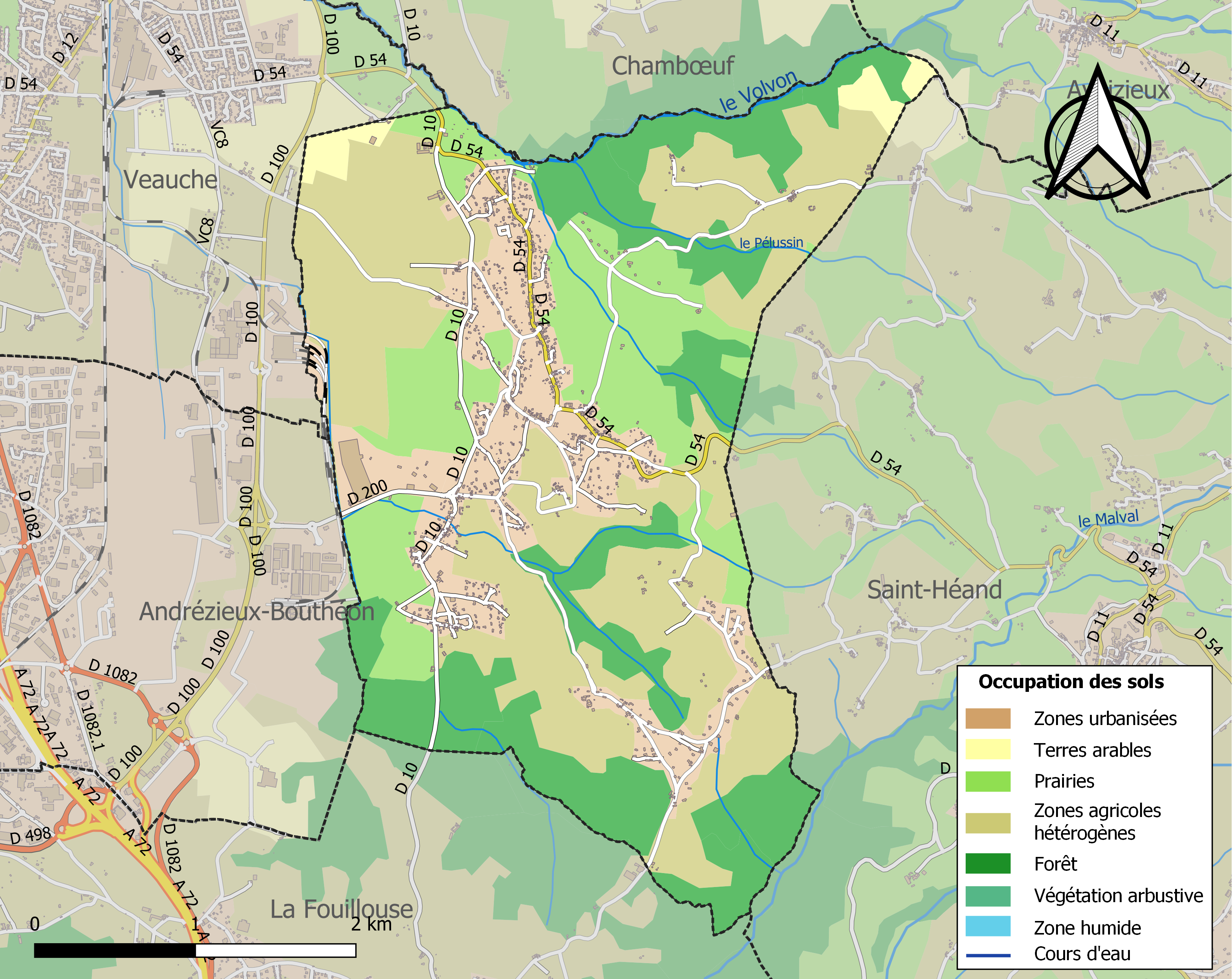
Kaart van de gemeente met de belangrijkste infrastructuur, bodemgebruik en omliggende gemeenten

## Demografie
Onderstaande figuur toont het verloop van het inwonertal (bron: INSEE-tellingen).